# Daniel (svetopisemska knjiga)
Danielova knjiga je svetopisemska apokalipsa iz 2. stoletja pred našim štetjem z navideznim prizoriščem iz 6. stoletja, ki združuje prerokbo zgodovine z eshatologijo (prikaz končnih časov), tako kozmičnega kot političnega. Poročilo vsebuje »poročilo o dejavnostih in vizijah Daniela, plemenitega Juda, izgnanega v Babilonu«, njegovo sporočilo pa je, da tako kot Bog Izraelcev reši Daniela pred sovražniki, bi tako rešil ves Izrael v sedanjem zatiranju.
Hebrejska Biblija vključuje Danielovo knjigo v Ketuvimu (spisi), medtem ko Sveto pismo združuje delo z glavnimi preroki. Razdeljena je na dva dela, na sklop šestih dvornih zgodb v poglavjih 1–6, napisanih večinoma v aramejščini in štirih apokaliptičnih vizij v poglavjih 7–12, napisanih večinoma v hebrejščini; devterokanonične knjige vsebujejo tri dodatne dele: Pesem treh svetih otrok, Suzana in Bel in zmaj.
Vpliv knjige je odmeval skozi poznejše dobe, od skupnosti zvitkov z Mrtvega morja ter avtorjev evangelijev in Razodetja do različnih gibanj od 2. stoletja do protestantske reformacije in modernih milenijskih gibanj - na katere še vedno obstaja močan vpliv.

## Razdelitev
Danielova knjiga je razdeljena med dvorne zgodbe v 1. do 6. poglavju in apokaliptične vizije v 7. do 12. poglavju, v hebrejski pa 1. in 8. – 12. in aramejskem 2. in 7. poglavju. Delitev je okrepljena s kiastično razporeditvijo aramejskih poglavij in s kronološkim napredovanjem v poglavjih 1–6 od babilonske do medijske vladavine in od babilonske do perzijske vladavine v poglavjih 7–12. Znanstveniki so podali različne predloge, da bi razložili dejstvo, da žanrska delitev ne sovpada z ostalima dvema, vendar se zdi, da sta jezikovna delitev in koncentrična struktura poglavij 2–6 umetna literarna sredstva, namenjena povezovanju obeh polovic. Poglavja so:
- Danielovo delovanje 
  - Daniel in tovariši na kraljevem dvoru v Babilonu (Dan 1,1-6,29) in Danielova videnja (Dan 7,1-12,13)
  - Prve Nebukadnezarjeve sanje (Dan 2,1-2,16), Bog po Danielu razloži kraljeve sanje (Dan 2,17-2,45) in Nebukadnezar slavi Boga (Dan 2,46-2,49)
  - Zlata podoba (Dan 3,1-3,18), Mladeniči v ognjeni peči (Dan 3,19-3,30) in Uvod h kraljevemu pismu (Dan 3,31-3,33)
  - Druge Nebukadnezarjeve sanje (Dan 4,1-4,15), Daniel razloži sanje (Dan 4,16-4,24), Izpolnitev sanj (Dan 4,25-4,30) in Nebukadnezar ozdravljen (Dan 4,31-4,34)
  - Belšacárjeva gostija (Dan 5,1-5,9), Daniel razloži skrivnostno pisanj (Dan 5,10-5,12) in Daniel pred kraljem (Dan 5,13-5,30)
  - Zanka Danielovih sovražnikov (Dan 6,1-6,10), Daniela vržejo v levjo jamo (Dan 6,11-6,25) in Priznanje Boga (Dan 6,26-6,29)
- Danielova videnja
  - Prvo videnje: Štiri zveri (Dan 7,1-7,8), Božja sodba (Dan 7,9-7,12), Sin človekov (Dan 7,13-7,14), Razlaga videnja (Dan 7,15-7,28)
  - Drugo videnje: Oven in kozel (Dan 8,1-8,14), Razlaga videnja (Dan 8,15-8,27), Danielova molitev (Dan 9,1-9,19) in Gabriel razloži Jeremijevo prerokovanje (Dan 9,20-9,27)
  - Tretje videnje: V platno oblečen mož (Dan 10,1-10,21), Vojne med severnimi in južnimi kralji (Dan 11,1-11,45)
- Poslednji časi in vstajenje (Dan 12,1-12,4) in Kdaj bo konec (Dan 12,5-12,13)

## Vsebina
Daniela so vzgajali za kraljevsko službo in Bog mu je dal znanje in razumnost. Ker je razložil kralju sanje ga je ta bogato nagradil in mu dal kos zemlje, ki pa jo je Daniel podaril drugim. In kralj je začel verovati v Danielovega Boga.
Tudi Daniel je imel sanje. Videl je štiri vetrove, ki so razburkali morje in štiri velike a popolnoma različne živali so prišle iz morja. Prva je bila kot lev z orlovimi perutmi, ki so se izpolnile in je stala na nogah kakor človek. Druga je bila podobna medvedu in je imela to je reber v gobcu. Tretja žival je bila kot panter s štirimi ptičjimi perutmi in štirimi glavami. Njej je bila dana oblast. Četrta žival pa je bila mogočna. Imela je železne zobe in deset rogov. Med temi rogovi je zrasel še en manjši, ki je imel človeška usta in oči. Uničil je tri prejšnje rogove. Danielu je sanje razložil angel. Štiri živali pomenijo štiri kralje, ki prejmejo kraljestvo in ga obdržijo za vedno. Četrta žival pomeni, da bo četrto kraljestvo drugačno od drugih. Najprej bo imelo deset kraljev, potem bo prišel še eden, ki bo uničil tri kralje. Ker bo zatiral svete Najvišje, mu bodo odvzeli oblast in zavladali. Daniel o tem ni povedal nikomur.